# Lidia de Arenberg
Lidia de Arenberg (Bruselas, 1 de abril de 1905-Lausana, 23 de julio de 1977) fue un princesa de la familia real italiana. Nació en el seno de una ilustre familia de la aristocia belga y se íntegro a la casa de Saboya a través de su matrimonio con el duque de Pistoya, primo hermano del rey Víctor Manuel III.

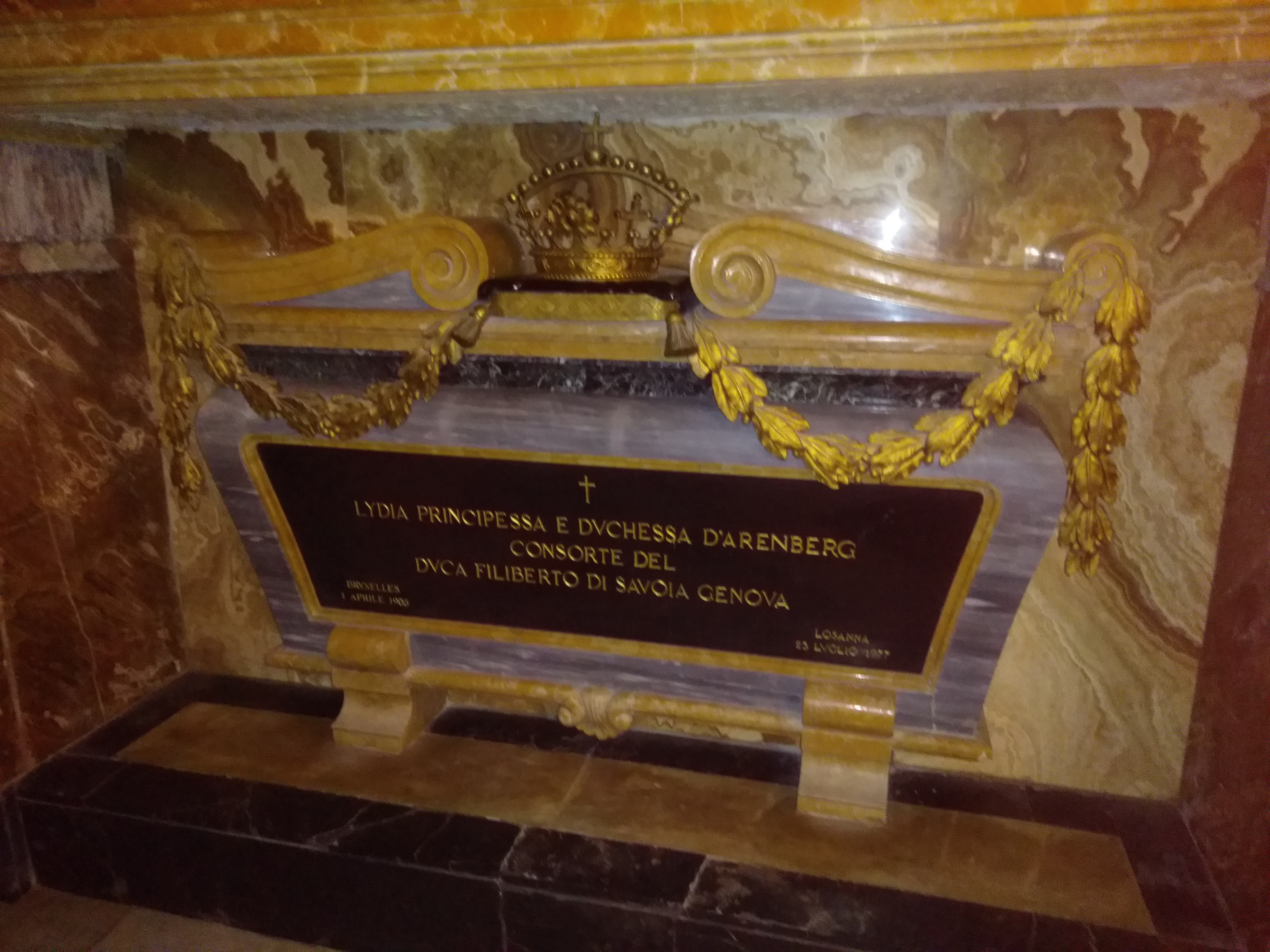
Sepultura de la princesa Lidia en la cripta real de la Basílica de Superga.